# Васильев, Николай Алексеевич (генерал)
Никола́й Алексе́евич Васи́льев (27 июля 1900, дер. Скачели, Черновская волость, Новгородский уезд, Новгородская губерния — 27 октября 1971, Москва) — советский военный деятель, генерал-лейтенант (17 января 1944 года). Герой Советского Союза (26 октября 1943 года).

## Биография
Николай Алексеевич Васильев родился 27 июля 1900 года в деревне Скачели (ныне — Батецкого района Новгородской области) в крестьянской семье.
После окончания начальной школы был ремонтным рабочим на станции Люболяды Николаевской железной дороги.

### Гражданская война
В марте 1919 года был призван в ряды РККА и направлен красноармейцем в 17-й отдельный стрелковый батальон, дислоцированный в Новгороде.

### Межвоенное время
С мая 1921 года служил красноармейцем внутренней службы по охране водного транспорта Балтийско-Мариинской системы Верхне-Волжского района в Твери, с апреля того же года — красноармейцем войск внутренней службы Волховского района в Новгороде, а с марта 1923 года — младшим и старшим агентом, стрелком 14-й команды 4-го района Охраны Путей Сообщения НКПС СССР Московско-Белорусско-Балтийской железной дороги.
В марте 1926 года Васильев был направлен на учёбу в Школу усовершенствования командного состава Охраны Путей Сообщения НКПС СССР, находившуюся по адресу Москва, Самокатная улица. После окончания которой 25 февраля 1927 года (с отличием)  вернулся в 4-й район Стрелковой Охраны Путей Сообщения Московско-Белорусско-Балтийской железной дороги, где служил на должностях начальника 14-й команды, командира 3-го и 4-го взводов, инструктора штаба и начальника штаба 4-го района, командира 6-го отряда. В декабре 1931 года стрелковая охрана НКПС СССР была передана в состав войск ОГПУ.
В мае 1932 года был назначен на должность начальника штаба сначала 27-го, а в январе 1933 года — на аналогичную должность в 19-м железнодорожном полку войск ОГПУ, дислоцированном в городе Великие Луки. В ноябре того же года был направлен на учёбу в Высшую пограничную школу НКВД СССР, после окончания которой в июне1935 года был назначен на должность командира и военкома 64-го железнодорожного полка войск НКВД СССР.
После заочного окончания Военной академии имени М. В. Фрунзе в апреле 1937 года был назначен на должность командира 22-го Колымского стрелкового полка войск НКВД Приморского округа, а в июне 1940 года — на должность начальника штаба Управления пограничных войск НКВД Армянского округа.

### Великая Отечественная война
С началом войны был назначен на должность начальника штаба 250-й стрелковой дивизии, находившейся на формировании во Владимире (Московский военный округ). После завершения формирования дивизия была подчинена 30-й армии и принимала участие в ходе тяжёлых наступательных и оборонительных боевых действий по направлению на города Белый и Демидов во время Смоленского сражения.
В сентябре 1941 года Васильев был направлен на учёбу в Академию Генштаба имени К. Е. Ворошилова, однако в ноябре отозван в Куйбышев и вскоре назначен на должность командира 298-й стрелковой дивизии, которая находилась на формировании в Барнауле (Сибирский военный округ). В феврале 1942 года дивизия была передана в состав 50-й армии, после чего вела оборонительные боевые действия юго-западнее города Юхнов. В августе дивизия под командованием Васильева была передислоцирована на Сталинградский фронт, включена в состав 4-й танковой армии и с ходу вступила в бой в районе села Котлубань (Городищенский район) в общем направлении на Малую Россошку. Вскоре дивизия вела тяжёлые наступательные и оборонительные боевые действия в составе 4-й танковой и 24-й армий, а с декабря принимала участие в ходе Операции «Уран», целью которой было уничтожение окружённой под Сталинградом группировки противника, за что генерал-майор Васильев был награждён орденом Суворова 2 степени. За боевые отличия в Сталинградской битве, мужество и героизм личного состава 298-я стрелковая дивизия была преобразована в 80-ю гвардейскую.
В феврале 1943 года был назначен на должность заместителя командующего войсками 64-й армии, после чего Васильев занимался укреплением обороны армии на реке Северский Донец в районе Белгорода.
17 апреля 1943 года был назначен на должность командира 24-го гвардейского стрелкового корпуса 7-й гвардейской армии, который принимал участие в оборонительном сражении Курской битвы на южном фасе Курской дуги, где корпус внёс большой вклад в срыв вспомогательного удара армейской группы «Кемпф».
После перехода советских войск в наступление отличился в Белгородско-Харьковской наступательной операции и освобождении Белгорода и Харькова. За умелое руководство частями корпуса Николай Алексеевич Васильев был награждён орденом Кутузова 2 степени. В конце сентября корпус вышел ко Днепру севернее города Верхнеднепровск и форсировал реку.
Указом Президиума Верховного Совета СССР от 26 октября 1943 года за умелое командование войсками корпуса, образцовое выполнение боевых заданий командования на фронте борьбы с немецко-фашистским захватчиками и проявленные при этом мужество и героизм гвардии генерал-майору Николаю Алексеевичу Васильеву присвоено звание Героя Советского Союза с вручением ордена Ленина и медали «Золотая Звезда» (№ 1335).
В январе 1944 года корпус принимал участие в ходе Кировоградской наступательной операции и освобождении города Кировоград и затем, после форсирования реки Южный Буг в районе Первомайска, вёл наступательные боевые действия по направлению на города Котовск и Рыбница и в мае вступил на территорию Румынии, завязав бои южнее города Ботошани.
В июне 1944 года был назначен на должность командира 1-го стрелкового корпуса, который вскоре принимал участие в ходе Витебско-Оршанской, Полоцкой, Шяуляйской, Рижской и Мемельской наступательных операций, а также в освобождении Прибалтики и разгроме курляндской группы войск противника, за что генерал-лейтенант Николай Алексеевич Васильев был награждён орденами Кутузова 1 степени и Суворова 2 степени.

### Послевоенная карьера

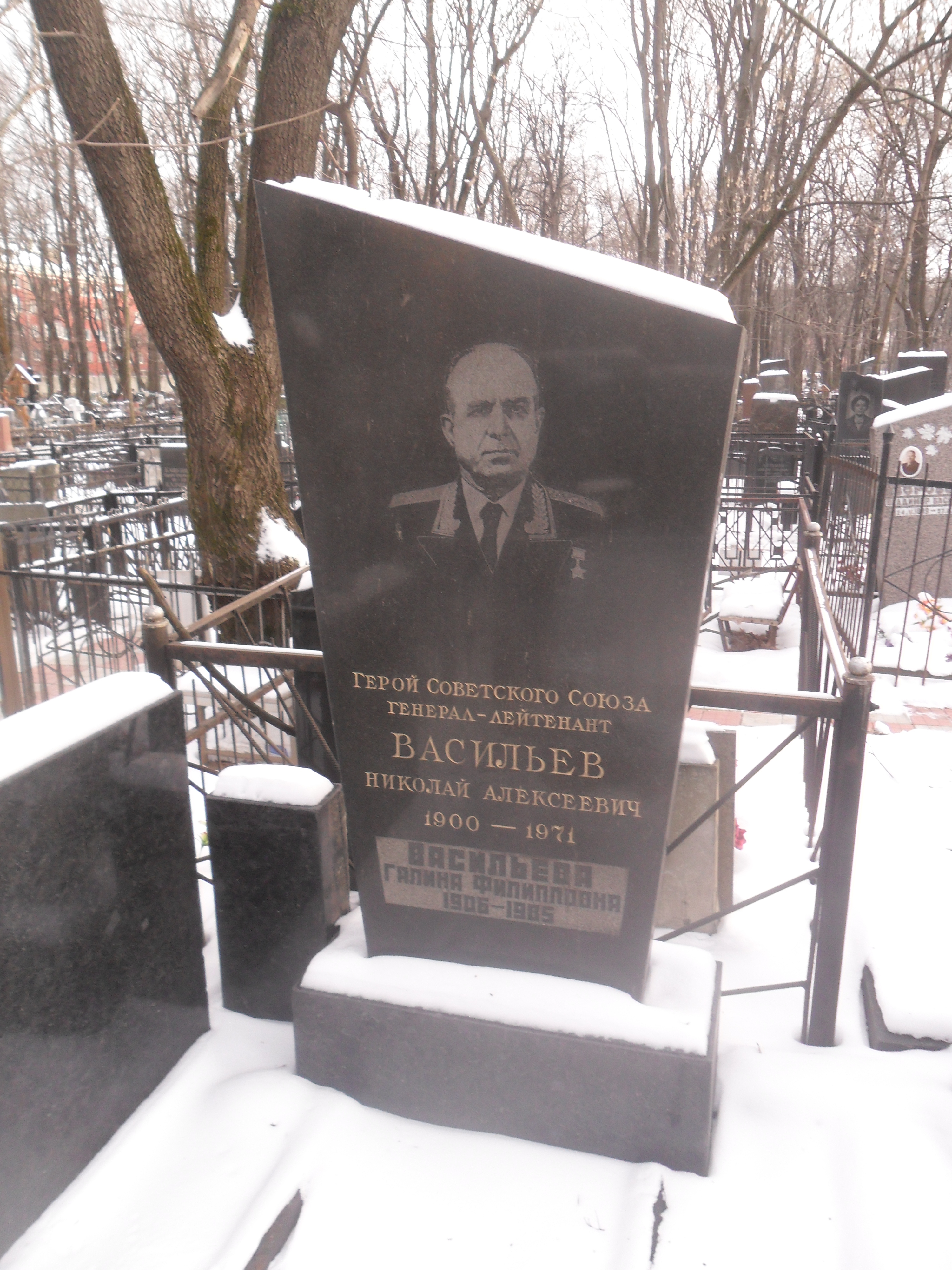
Могила Васильева на Введенском кладбище Москвы.

После окончания войны находился на прежней должности.
В апреле 1948 года был направлен на учёбу на Высшие академические курсы при Высшей военной академии имени К. Е. Ворошилова, после окончания которых в апреле 1949 года был назначен на должность командира 36-го гвардейского стрелкового корпуса (Прибалтийский военный округ), в декабре 1949 года — на должность главного военного советника при главнокомандующем Корейской народной армией, а в июле 1950 года — по совместительству на должность военного атташе при посольстве СССР в КНДР. Принимал участие в ходе разработки плана нападения Северной Кореи на Южную, однако был освобождён от обязанностей за «просчёты в работе, проявившиеся в период контрнаступления американских и южнокорейских войск в северных районах Кореи» и с ноября 1950 года находился в распоряжении Главного управления кадров.
В мае 1951 года был назначен на должность старшего военного советника командующего Румынской народной армии, в апреле 1957 года — на должность начальника особой группы, в мае 1958 года — на должность заместителя начальника 5-го управления Главного разведывательного управления Генштаба, а в октябре 1959 года — на должность военного атташе при посольстве СССР в КНР.
С апреля 1964 года состоял в распоряжении Главного разведывательного управления Генштаба и в августе того же года был назначен на должность начальника факультета офицеров стран народной демократии Военно-дипломатической академии Советской Армии.
Генерал-лейтенант Николай Алексеевич Васильев в октябре 1968 года вышел в отставку. Умер 27 октября 1971 года в Москве. Похоронен на Введенском кладбище (29 уч.).

## Награды
СССР
- Медаль «Золотая Звезда» (№ 1335; 26.10.1943);
- Два ордена Ленина (26.10.1943, 21.02.1945);
- Два ордена Красного Знамени (3.11.1944, 1950)
- Орден Кутузова 1-й степени (29.06.1945);
- Два ордена Суворова 2 степени (31.03.1943, 19.09.1944);
- Орден Кутузова 2-й степени (27.08.1943);
- Орден Красной Звезды (1.02.1939);
- Медали.

СРР
- Орден «23 августа» III степени (19.09.1959)[6]
- Медаль «25 лет освобождения Румынии»[7]

## Воинские звания
- Генерал-майор (4.08.1942);
- Генерал-лейтенант (17.01.1944).